# Tsundoku

Een stapel Japanse boeken

Tsundoku (Japans: 積ん読) verwijst naar de gewoonte om boeken te kopen, maar die nooit te lezen en ze in plaats daarvan te op te stapelen. 
De term is afkomstig uit het Japans uit het Meiji-tijdperk (1868-1912). Het is afgeleid van 積んでおく (stapels dingen opzij leggen voor later gebruik) en 読書 (lezen). Het wordt ook gebruikt om te verwijzen naar boeken die klaar zijn om gelezen te worden terwijl ze op een plank staan.
In het boek The Black Swan uit 2007 bedacht Nassim Nicholas Taleb de term "anti-bibliotheek" (in het Engels: antilibrary) die is vergeleken met tsundoku.